# Горечавка
Гореча́вка (лат. Gentiána) — род многолетних, реже однолетних трав и полукустарников семейства Горечавковые. По сообщению Плиния Старшего, родовое латинское название Gentiana дано горечавкам по имени иллирийского царя Гентия (II в. до н. э.), лечившего чуму корневищами горечавки жёлтой (Gentiana lutea). В ряде дореволюционных источников упоминается как горчанка.
Своё русское название горечавки получили из-за очень горького вкуса корней и листьев, обусловленного наличием в них горьких гликозидов.

## Синонимы
В синонимику рода входят следующие названия:
| - Calathiana Delarbre - Chondrophylla A.Nelson - Ciminalis Adans. - Dasystephana Adans. - Ericala Gray, orth. var. - Eurythalia D.Don, orth. var. - Favargera Á.Löve & D.Löve - Gentianodes Á.Löve & D.Löve | - Holubogentia Á.Löve & D.Löve - Kuepferella M.Laínz - Kurramiana Omer & Qaiser - Mehraea Á.Löve & D.Löve - Pneumonanthe Gled. - Qaisera Omer - Tretorhiza Adans. - Ulostoma G.Don |

## Ботаническое описание

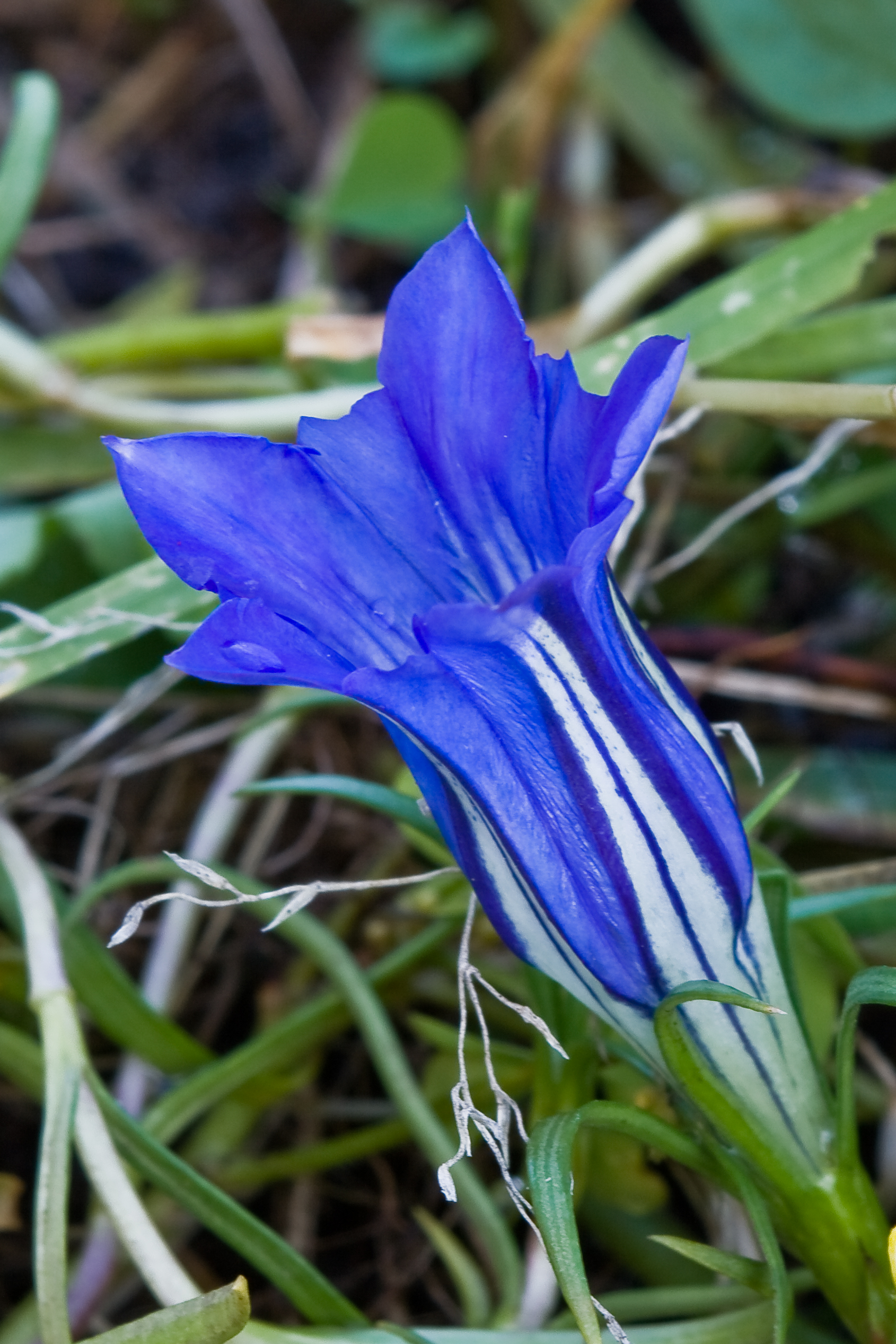
Цветок горечавки

Высота растения от 20 до 150 см. Стебли, как правило, короткие, прямые. Корень толстый, короткий, с тонкими шнуровидными корешками.
Листья супротивные, сидячие, цельные.
Цветки одиночные или малочисленные: 5-членные, реже 4-членные. В большинстве цветки синие, голубые и фиолетовые, встречаются виды с жёлтыми и белыми цветками. Венчик ворончатый или колокольчатый, в редких случаях имеет форму тарелочки. Некоторые виды цветут весной, иные — летом либо осенью.
Плод — двустворчатая коробочка, произрастающая из одногнёздной завязи, с мелкими семенами.

## Распространение и экология
Представители рода произрастают по всему земному шару, но главным образом в умеренной зоне Северного полушария. Многие горечавки характерны для альпийских и субальпийских лугов. Широко распространены в Европейской части, на Кавказе и в Западной Сибири по лугам, полянам и кустарникам.

## Виды
По данным Большой советской энциклопедии и других источников, горечавки насчитывают около 400 видов, произрастающих по всему земному шару. По данным сайта The Plant List, род насчитывает 359 видов. 
В России и сопредельных странах — свыше 90 видов.
Широко распространены в европейской части, на Кавказе и в Западной Сибири по лугам, полянам и кустарникам Горечавка лёгочная (Gentiana pneumonanthe), Горечавка крестовидная (Gentiana cruciata), Горечавка ваточник (Gentiana asclepiadea), Горечавка динарская (Gentiana dinarica) и Горечавка семираздельная (Gentiana septemfida).
В горах Западной Европы дико произрастает Горечавка бесстебельная (Gentiana acaulis), Горечавка весенняя (Gentiana verna), Горечавка Клузиуса (Gentiana clusii) и Горечавка реснитчатая (Gentiana ciliata).
Дико произрастает в Саянах, Даурии, Монголии, Тибете Горечавка даурская (Gentiana dahurica).
В альпийском поясе растёт Горечавка студёная (Gentiana frigida) и Горечавка узколистная (Gentiana angustifolia).
В Восточной Сибири, на Дальнем Востоке, в Северо-Восточном Китае, Японии дико растёт Горечавка шероховатая (Gentiana scabra).
Горечавка трёхцветковая — многолетнее растение, обладает насыщенным тёмно-синим цветом. Цветёт растение с августа по сентябрь. Растёт этот вид горечавки в болотистой местности на территории Российской Федерации (в Восточной Сибири, на Сахалине), в Японии, Китае, Корее.
В более или менее засушливых и опустыненных районах Кавказа и Средней Азии встречается Горечавка Оливье (Gentiana olivieri).
Горечавка жёлтая (Gentiana lutea), растущая в Карпатах на субальпийских лугах, имеет лекарственное значение.

## Значение и применение. Полезные свойства
Впервые применять настои и отвары из горечавки стали ещё в Древнем Египте в качестве эффективного средства для лечения желудочных заболеваний и в Древнем Риме при судорогах, сильных ушибах, при укусах ядовитых животных, а также в качестве средства для лечения чумы.
В Средние века горечавка использовалась для лечения туберкулеза, чумы, горячки, диареи, а также в качестве результативного противоглистного средства. Интересно отметить, что в это же время в горных странах из корней горечавки изготавливали горькие алкогольные напитки — дижестивы (её корень даёт горечь даже в концентрации 1 к 10000 и входит в состав практически всех немецких горьких алкогольных напитков).
Горечавка всегда особо ценилась в Карпатах. Здесь с её помощью лечили всевозможные заболевания ЖКТ, желчного пузыря, печени. Отвары применялись для лечения легочных заболеваний, при половых расстройствах. В народе горечавку использовали в качестве общеукрепляющего, противокашлевого, противоглистного средств. Отвары рекомендовали при ревматическом артрите, подагре, цинге, желтухе, изжоге, запорах и даже при аллергических заболеваниях.
Сегодня в народной медицине горечавка по-прежнему пользуется популярностью. Средства на её основе рекомендованы для повышения аппетита, нормализации работы пищеварительной системы, используются в качестве отличного желчегонного, кровоостанавливающего и противовоспалительного средств, для лечения подагры, глазных болезней и сложно заживающих ран, для стимуляции работы печени, также препараты из горечавки усиливают сердечные сокращения.
Показаниями к применению лечебных отваров и настоек на основе горечавки также являются диатез (в народе «золотуха»), анемия, нарушение состава желудочного сока (ахилия), запоры, метеоризм. Трава признана идеальным общеукрепляющим средством.
В народной медицине итальянских целителей горечавка используется для нормализации кровяного давления. Тибетские медики применяют определенные виды растения (горечавку крупнолистную и горечавку крупноцветковую) при болезнях ЖКТ, желчного пузыря, болезнях горла, онкозаболеваниях.
Препараты, в состав которых входит горечавка, применяются и в официальной медицине. Как правило, это тонизирующие средства, а также препараты, направленные на лечение заболеваний пищеварительной системы, нарушений аппетита, ахилии. Горечавка используется в качестве желчегонного средства, для борьбы с метеоризмом, при анемии, хроническом гепатите.
Большинство видов горечавки обладает целебными свойствами, зная про которые, народные целители используют их в своей медицинской практике. Надземная часть и корни горечавки содержат ряд биологически активных веществ, оказывающих положительное воздействие на организм при различных заболеваниях.
Фармакологические свойства растений прежде всего определяются наличием горьких веществ — гликозидов, оказывающих положительное воздействие на работу желудочно-кишечного тракта и возбуждающих аппетит. Гликозиды также оказывают спазмолитическое действие.
В корне горечавки выделены генциопикрин, амарогентин, а также ещё несколько горьких гликозидов: амаросверин, амаропанин, сверциамарин. В корневой части растения был обнаружен алкалоид, названный генцианином, список полезных веществ дополнен другими алкалоидами — производными пиридина: генциалютин, генцианидин, генциопунктин, генциофлавин.
Генцианин обладает жаропонижающими свойствами, способствует подавлению кашля, судорог, а также оказывает седативное и противовоспалительное действие.
Помимо перечисленных веществ, в корнях горечавки (к примеру, горечавки жёлтой) обнаружены ароматические соединения, дубильные и смолистые вещества, пектины, аскорбиновая кислота, инулин. Также в корнях выявлены жирное масло и сахара (трисахарид генцианоза и дисахарид сахароза).
Во многих видах горечавки, в их корневой части, найдены 13 фенолкарбоновых кислот. Наиболее частыми для этого вида являются о-гидроксифенилуксусная, пирокатеховая, m-гидроксибензойная и гомопротокатеховая, феруловая кислоты, благодаря которым усиливается эвакуаторная функция желудка.
Горечавка употребляется также в ликёро-водочном производстве.
Внутрь употребляется в форме отвара, чаще в соединении с другими средствами: в спиртовой настойке (tinktura Gentianae), в форме водного экстракта (extractum Gentianae). Входит в состав «горькой настойки» (Tinctura amara, Tinctura stomachica) и «горького чая» — официальных по российской фармакопее.